# Гилл, Маргарет Энн Виолет
Маргарет Энн Виолет Гилл (англ. Margaret Anne Violet Gill; род. 30 июня 1937, Чизлхерст, Кент, Англия) — британский музейный куратор, историк искусства и исследовательница, специализирующаяся на декоративно-прикладном искусстве, в частности на ювелирном деле и локальных художественных промыслах.

## Биография
Родилась в 1937 году в Чизлхерсте (графство Кент). Окончила Бирмингемский университет с отличием (1958), защитила докторскую диссертацию по древней истории и археологии (1961) о минойских «гениях». В 1965 году получила исследовательскую стипендию имени сэра Джеймса Нотта в Ньюкаслском университете.
С 1968 по 1975 год работала заместителем директора городских музеев Ньюкасла и хранителем отдела прикладного искусства в Художественной галерее Лэйнга. В 1975 году стала куратором Художественной галереи Шипли в Гейтсхеде, а с 1976 года возглавила Музей и художественную галерею Танбридж-Уэллса.
Активно занималась исследованием регионального искусства: её работы посвящены истории серебряного дела Ньюкасла, почтовым открыткам Танбридж-Уэллса и местному промыслу — танбриджской мозаике. Помимо научной деятельности, участвовала в движении за ядерное разоружение (CND). Увлекалась садоводством, любительским театром и народными танцами.
Место жительства: Танбридж-Уэллс, Кент, Англия.

## Основные публикации
- The Minoan Genius: An Iconographical Study (1961)
- The Minoan Genius. Mitteilungen des Deutschen Archäologischen Instituts, Athenische Abteilung 79, 1-21. (1964)
- Handbook of Newcastle Silver (1978)
- Directory of Newcastle Goldsmiths (1980)
- Royal Tunbridge Wells in Old Picture Postcards (1983)
- Tunbridge Ware (1985)
- Многочисленные статьи по истории искусства[1].